# 불렛 (2014년 영화)
불렛(Bullet)은 미국에서 제작된 닉 라이온 감독의 2013년 액션 영화이다. 대니 트레조 등이 주연으로 출연하였다.

## 출연

### 주연
- 대니 트레조
- 토스튼 보게스
- 조나단 뱅스

### 조연
- 이브 마우로
- 세리 드영
- 틴셀 코리
- 에릭 에트버리
- 존 세비지
- 줄리아 디에체
- 마리오 E. 가르시아
- 에릭 세인트 존